# Rolladen Schneider LS1
Die LS1 ist ein einsitziges Segelflugzeug der Clubklasse mit 15 m Spannweite und starrem Flügelprofil. Entworfen wurde sie für die damalige Standardklasse (Clubklasse der FAI) als erster eigener Entwurf von Wolf Lemke. Sie wurde von der Firma Rolladen Schneider Flugzeugbau von 1968 bis 1977 in neun Varianten produziert (LS1-0, a, b, c, d, e, ef, f, f(45)) und dabei mehrfach überarbeitet.

## Entwicklung

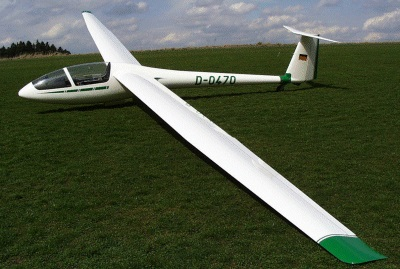
Eine LS1c am Flugplatz Hetzleser Berg

Der ursprüngliche Entwurf hatte noch eine abgesetzte Haube und ein Kreuzleitwerk an einem Leitwerksträger aus Aluminium, der von Heinkel bezogen werden sollte.
Der gebaute Prototyp LS1-V1 hatte schließlich eine eingestrakte Haube und ein T-Leitwerk an einer Leitwerksröhre aus Kunststoff, allerdings noch eine interne Stahlrohrkonstruktion. Die LS1-0 unterschied sich von dem Prototyp durch die Änderung des Einstellwinkels am Flügel und den vollständigen GFK-Aufbau des Rumpfes. Durch die Änderung des Einstellwinkels wurde eine Verbesserung der Ruderkontrolle erreicht. Bei der LS1-a wurden die Hinterkanten-Drehbremsklappen durch beidseitig wirkende Schempp-Hirth-Bremsklappen ersetzt. An der LS1-b wurden nur kleinere Änderungen am Flugzeug vorgenommen.
Ab LS1-c wurden ein Einziehfahrwerk und gewöhnliche Schempp-Hirth-Bremsklappen anstelle der beidseitig wirkenden Schempp-Hirth-Bremsklappen (LS1-a und LS1-b) eingebaut sowie ein 10 % größeres Seitenruder eingeführt. Bei der LS1-d konnte erstmals ein 60-Liter-Wasserballast im Flügel aufgenommen werden, was auch zu einer Regeländerung in der damaligen Standardklasse führte. Des Weiteren wurde die maximale Startmasse auf 341 kg erhöht.
Die LS1-e wurde privat von einem Rolladen-Schneider-Mitarbeiter unter der Leitung von Wolf Lemke gebaut. Sie unterscheidet sich von der LS1-c nur in der Verwendung des Höhenleitwerks der LS2. Bei der LS1-ef wurde das Höhenleitwerk der LS1-f verwendet.
Die Entwicklungslinie gipfelte in der LS1-f, die sich von den Vorgängerversionen durch einen neuen Rumpf mit schlankerem Cockpit und einteiliger Haube optisch und auch ergonomisch deutlich unterschied. Das Cockpit der LS1-f ist recht eng, aber ergonomisch ausgelegt. Dieser Rumpf wurde äußerlich weitgehend unverändert über die LS6 und LS7 bis zu den aktuellen Mustern LS8 und LS10 verwendet. Weiterhin wurde ein neues gedämpftes Höhenleitwerk und ein nunmehr gefedertes Einziehfahrwerk eingebaut. Auch der Einstellwinkel der Tragflächen gegenüber dem Rumpf wurde angepasst. Die Flügel blieben äußerlich gleich, jedoch führten Änderungen in der Herstellung zu besserer Formtreue. Holz wurde nicht mehr in tragenden Bauteilen verwendet. In der Summe führten die aerodynamischen Modifikationen zu nochmals verbesserten Flugeigenschaften, insbesondere spürbar verbesserten Schnellflugleistungen. Bemerkenswert ist ferner der sehr große Zuladungsbereich der LS1-f, der von 60 bis 110 kg im Cockpit reicht. Auch ist die Leermasse mit 230–240 kg vergleichsweise niedrig.
Die LS1-f(45) wurde für die WM 1976 in Finnland gebaut, durch die vergrößerten Wassersäcke ist eine Flächenbelastung von bis zu 45 kg/m² möglich. Durch die erhöhte maximale Flächenbelastung konnte die verbesserten Schnellflugeigenschaften bei starker Thermik besser ausgenutzt werden.
Die Produktion wurde 1977 zugunsten des Rennklasseflugzeugs LS3 eingestellt. Eigentliche Nachfolgerin der LS1 wurde 1980 die LS4, die mit mehr als 1000 gebauten Einheiten das bisher erfolgreichste Standardklasse-Segelflugzeug in Kunststoffbauweise wurde.
Bekannt wurde die LS1 durch zahlreiche Siege bei nationalen und internationalen Meisterschaften.
Seit dem Jahr 2017 wird durch den jetzigen Musterbetreuer ein umfangreiches Leistungssteigerungsset für die LS1-f angeboten. Diese Flugzeuge werden -neo genannt. Die hierfür angebotenen Optionen sind Rumpf-Flügelübergänge, Querruderendscheiben sowie Winglets.
Im Rahmen der Produktpflege werden seit 2023, ähnlich wie bei der LS1-f, Winglets für die LS1-c und LS1-d angeboten. Diese Flugzeuge tragen nach der Umrüstung ebenfalls den Namenszusatz -neo.

## Flugeigenschaften
In allen Varianten werden der LS1 ausgesprochen angenehme Flugeigenschaften und eine gute Steigleistung in der Thermik nachgesagt. Die f-Version erreicht darüber hinaus bei hohen Geschwindigkeiten verbesserte Gleitflugleistungen. Verglichen mit anderen Mustern ihrer Zeit ist die LS1 jedoch relativ empfindlich gegenüber Verschmutzungen der Flügeloberflächen, beispielsweise durch auftreffende Insekten oder Regentropfen. Dies liegt in erster Linie im verwendeten Tragflügelprofil begründet, das mit 19,6 % relativer Höhe recht dick ist. Die Ausführungen mit Pendelruder bedürfen im Windenstart besonderer Aufmerksamkeit, da bei zu stark gedrücktem Ruder die Strömung am Höhenleitwerk abreißen kann. Durch die hohe Dicke konnte ein günstiger, leichter Holm ohne CFK gebaut werden. In ihren Leistungen ist die LS1f mit Mustern wie ASW 19, Standard Cirrus, Jantar Standard, Hornet und Glaser-Dirks DG-100 vergleichbar.

## Versionen
LS1-V1der Prototyp hatte eine interne Stahlrohrkonstruktion; diese wurde bei der Serienversion durch einen vollständigen GFK-Aufbau ersetzt, 1 Stück
LS1-0ein Einziehfahrwerk wurde nachgerüstet und der Einstellwinkel der Flügel wurde erhöht, was zu einer Verbesserung der Ruderkontrollen im Flug führte, 15 Stück
LS1-afür die Hinterkanten-Drehbremsklappen wurden beidseitig wirkende Schempp-Hirth-Bremsklappen eingebaut, 3 Stück
LS1-bdie Schempp-Hirth-Bremsklappen wurden nur noch auf der Flügeloberseite verbaut, 5 Stück
LS1-cÄnderung der Ruderabstimmung, das Seitenruder wurde mit Steuerseilen anstatt Steuerstangen angelenkt, 198 Stück von LS1-c und LS1-d
LS1-dumrüstbar aus LS1-c, erhöhte maximale Startmasse mit Wasserballast in den Flügeln, 198 Stück von LS1-c und LS1-d
LS1-eRumpf der LS1-d mit dem gedämpften Höhenleitwerk der LS1-f, 2 Stück
LS1-efRumpf und Leitwerk der LS2, 1 Stück
LS1-fmodifizierter Rumpf der LS2 mit Klapphaube, neues gedämpftes Höhenleitwerk, verbesserte Schnellflugleistungen durch angepassten Einstellwinkel des Flügels, 238 Stück
LS1-f(45)vergrößerte Wassersäcke für eine Flächenbelastung von bis zu 45 kg/m², 2 Stück

## Sportliche Erfolge
- 1968 gewann Helmut Reichmann auf der LS1-V1 (D-4723) vor Walter Schneider auf der LS1-0 in der Standard-Klasse die DSM in Oerlinghausen.
- 1970 wurde Helmut Reichmann in der Standard-Klasse mit der LS1-c in Marfa, USA Segelflugweltmeister.
- 2005 wurde Christoph Nacke in der Clubklasse in Husbands Bosworth, Großbritannien Junioren-Weltmeister (JWGC).
- 2007 wurde Gill Spreckley in der Clubklasse in Romorantin, Frankreich bei den Frauen Segelflugweltmeister.
- 2016 wurde Jan Rothhardt in der Clubklasse mit einer LS1-d in Pociūnai, Litauen Weltmeister.

## Technische Daten
| Kenngröße              | LS1-V1                           | LS1-0 bis LS1-b                      | LS1-c                                | LS1-d bis LS1-e                        | LS1-f                            | LS1-f(45)                        |
| ---------------------- | -------------------------------- | ------------------------------------ | ------------------------------------ | -------------------------------------- | -------------------------------- | -------------------------------- |
| Besatzung              | 1                                | 1                                    | 1                                    | 1                                      | 1                                | 1                                |
| Länge                  | 6,90 m                           | 6,93 m                               | 7,03 m                               | 7,03 m                                 | 6,60 m                           | 6,60 m                           |
| Spannweite             | 15 m                             | 15 m                                 | 15 m                                 | 15 m                                   | 15 m                             | 15 m                             |
| Flügelfläche           | 9,74 m²                          | 9,74 m²                              | 9,74 m²                              | 9,74 m²                                | 9,74 m²                          | 9,74 m²                          |
| Profil                 | Wortmann FX-66-S-196 modifiziert | Wortmann FX-66-S-196 modifiziert     | Wortmann FX-66-S-196 modifiziert     | Wortmann FX-66-S-196 modifiziert       | Wortmann FX-66-S-196 modifiziert | Wortmann FX-66-S-196 modifiziert |
| Streckung              | 23,10                            | 23,10                                | 23,10                                | 23,10                                  | 23,10                            | 23,10                            |
| Leitwerk               | ungedämpftes T-Leitwerk          | ungedämpftes T-Leitwerk              | ungedämpftes T-Leitwerk              | T-Leitwerk; d: ungedämpft, e: gedämpft | gedämpftes T-Leitwerk            | gedämpftes T-Leitwerk            |
| Rüstmasse              | 264 kg                           | 200 kg                               | 200 kg                               | 210 kg                                 | 230 kg                           | 230 kg                           |
| Zuladung Cockpit       |                                  | 75–110 kg                            | 75–110 kg                            | 75–110 kg                              | 60–110 kg                        | 60–110 kg                        |
| Wasserballast          | –                                | –                                    | –                                    | max. 60 Liter                          | max. 90 Liter                    | max. 180 Liter                   |
| max. Startmasse        | 360 kg                           | 312 kg                               | 312 kg                               | 341 kg                                 | 390 kg                           | 439 kg                           |
| Flächenbelastung       | 36,9 kg/m²                       | 30,8 kg/m²                           | 30,8 kg/m²                           | 30,8–35 kg/m²                          | 32–40 kg/m²                      | 32–45 kg/m²                      |
| Gleitzahl              | 37 bei 90 km/h                   | 36 bei 90 km/h                       | 36 bei 90 km/h                       | 36 bei 90 km/h                         | 38 bei 95 km/h und 40 kg/m²      | 38,5 bei 100 km/h und 45 kg/m²   |
| Geringstes Sinken      | 0,60 m/s bei 77 km/h             |                                      |                                      | 0,63 m/s bei 78 km/h                   | 0,6 m/s bei 72 km/h und 32 kg/m² | 0,6 m/s bei 72 km/h und 32 kg/m² |
| Mindestgeschwindigkeit |                                  | 65 km/h (d und e ohne Wasserballast) | 65 km/h (d und e ohne Wasserballast) | 65 km/h (d und e ohne Wasserballast)   | 65–70 km/h ohne Wasserballast    | 65–70 km/h ohne Wasserballast    |
| Manövergeschwindigkeit |                                  | 150 km/h                             | 150 km/h                             | 160 km/h                               | 170 km/h                         | 170 km/h                         |
| Höchstgeschwindigkeit  | 200 km/h                         | 220 km/h                             | 220 km/h                             | 240 km/h                               | 250 km/h                         | 270 km/h                         |

## Verbleib
Der Prototyp (LS1-V1 (D-4723)) ist seit 2002 im Deutschen Segelflugmuseum mit Modellflug auf der Wasserkuppe ausgestellt.